# Lädbladstjärnen (Älvdalens socken, Dalarna, 682330-137168)
Lädbladstjärnen är en sjö i Älvdalens kommun i Dalarna och ingår i Dalälvens huvudavrinningsområde.